# Октябрьский (Александровский район, Оренбургская область)
Октябрьский — упразднённый посёлок в Александровском районе Оренбургской области России. На момент упразднения входил в состав сельского поселения Яфаровский сельсовет. Исключён из учётных данных в 1997 году.

## География
Располагался в западной части Оренбургской области, в пределах предуральской сильноволнистой возвышенности Общего Сырта, в вершине безымянной балки впадающей в реку Турганник, на расстоянии примерно 3,5 километра (по прямой) к северо-западу от села Каликино.

### Климат
Климат в местности характеризуется как резко континентальный, засушливый, с холодной малоснежной зимой и жарким летом. Средняя температура воздуха самого тёплого месяца (июля) — 20 °C (абсолютный максимум — 38 °С); самого холодного (января) — −15 °C (абсолютный минимум — −42 °С). Безморозный период длится около 150 дней в году. Снежный покров держится в среднем около 145—150 дней в году.

## История
Возник как сельскохозяйственное отделение совхоза имени Дзержинского.
По данным на 1939 год посёлок входил в состав Каликинского сельсовета Александровского района:13.
Постановлением Законодательного Собрания Оренбургской области от 29 октября 1997 г. посёлок исключён из учётных данных.

## Инфраструктура
Личное подсобное хозяйство с зоной сельскохозяйственного использования, индивидуальная застройка усадебного типа.
Основа экономики — сельское хозяйство.
Возле посёлка шла нефтедобыча.

## Транспорт
Просёлочная дорога к Каликино.